# Halsskov-Riff
Koordinaten: 55° 20′ 34″ N, 11° 4′ 26″ O

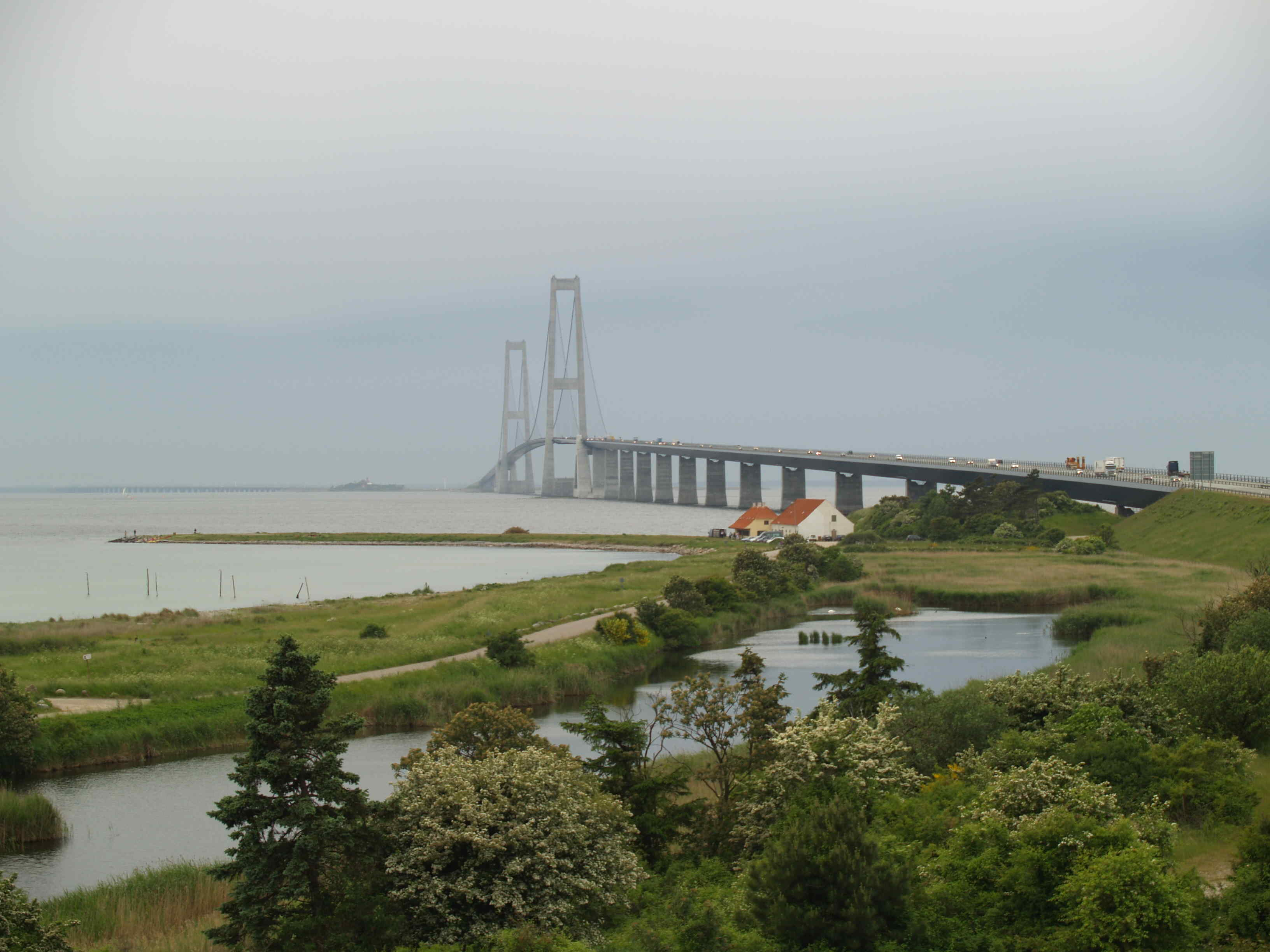
Die Halsskov Odde (Bildmitte) mit der Storebælt-Brücke

Das Halsskov-Riff (dänisch Halsskov Rev) ist eine langgestreckte Kies- und Sandbank im Großen Belt westlich der dänischen Insel Seeland.
Sie erstreckt sich von der nur etwa 200 m langen Landzunge Halsskov Odde nordwestlich der Hafenstadt Korsør hinaus in den Großen Belt unmittelbar südlich der Storebælt-Brücke, die die Autobahn E 20 über den Großen Belt führt und auf die man von der Halsskov Odde einen ausgezeichneten Blick hat.
Die Sandbank ist Kinderstube für viele Fischarten, und die Halsskov Odde ist daher vor allem im Sommer ein sehr beliebter Platz für Angler, denn dann kommen direkt vor der Spitze insbesondere Makrelenschwärme regelmäßig in Wurfweite.